# سونيكا مارتين جرين
سونيكا مارتين جرين (بالإنجليزية: Sonequa Martin-Green)‏ هي ممثلة أمريكية، ولدت في 21 مارس 1985 في الولايات المتحدة.

## أعمال

### مسلسلات
- الموتى السائرون
- ذا غود وايف
- ديسكفري

## وصلات خارجية
- سونيكا مارتين جرين على موقع IMDb (الإنجليزية)
- سونيكا مارتين جرين على موقع ميتاكريتيك (الإنجليزية)
- سونيكا مارتين جرين على موقع ميتاكريتيك (الإنجليزية)
- سونيكا مارتين جرين على موقع روتن توميتوز (الإنجليزية)
- سونيكا مارتين جرين على موقع قاعدة بيانات الأفلام العربية
- سونيكا مارتين جرين على موقع ألو سيني (الفرنسية)
- سونيكا مارتين جرين على موقع تيرنر كلاسيك موفيز (الإنجليزية)
- سونيكا مارتين جرين على موقع قاعدة بيانات الفيلم (الإنجليزية)
- سونيكا مارتين جرين على موقع كينوبويسك (الروسية)